# Mikroregion Záhoří - Helfštýn
Mikroregion Záhoří - Helfštýn je dobrovolný svazek obcí v okresu Přerov, jeho sídlem jsou Soběchleby a jeho cílem je spolupráce sloučených obcí na rozvoji obcí, podpora podnikání, péče o památníky, podpora turistiky, školství, kultury, sportu, zdravotnictví a sociální péče, podpora dopravní obslužnosti. Sdružuje celkem 14 obcí a byl založen v roce 1999.

## Obce sdružené v mikroregionu
- Bezuchov
- Dolní Nětčice
- Hlinsko
- Horní Nětčice
- Hradčany
- Kladníky
- Lhota
- Oprostovice
- Pavlovice u Přerova
- Radotín
- Soběchleby
- Šišma
- Týn nad Bečvou
- Žákovice